# Selaginella ridleyi
Selaginella ridleyi är en mosslummerväxtart som beskrevs av Bak.. Selaginella ridleyi ingår i släktet mosslumrar, och familjen mosslummerväxter. Inga underarter finns listade i Catalogue of Life.